# Estação Bonne-Nouvelle
Bonne Nouvelle é uma estação das linhas 8 e 9 do Metrô de Paris, localizado no limite do 2.º, do 9.º e do 10.º arrondissements de Paris.

## História
A estação foi aberta em 5 de maio de 1931. Seu nome faz referência à Igreja de Notre-Dame-de-Bonne-Nouvelle. Uma primeira capela foi construída em 1563 e dedicada à Nossa Senhora da Boa Nova, em referência à Anunciação. Ela foi demolida em 1591 pela Liga durante o cerco de Paris por Henrique IV. A rainha Ana da Áustria colocou a primeira pedra da nova igreja, em 1624. Esta última foi demolida em 1823 exceto a torre do sino que foi integrada ao actual edifício, construído por Godde de 1823 a 1830. O trabalho de nivelamento do boulevard de mesmo nome atenuou o sofrimento de milhares de desempregados durante o inverno de 1709 onde fez 21 graus abaixo de zero.
Em 2011, 5 196 140 passageiros entraram nesta estação. Ela viu entrar 4 953 438 passageiros em 2013, o que a coloca na 86ª posição das estações de metrô por sua frequência.

## Serviços aos Passageiros

### Acessos
A estação tem seis acessos: rue de Sentier, rue du Faubourg Poissonnière, rue d'Hauteville, rue Mazagran, rue de la Lune e boulevard Bonne-Nouvelle.

### Plataformas
A estação é decorada no tema de cinema por ocasião das comemorações do centenário do metrô. As letras contidas no nome da estação são uma homenagem ao famoso "Letreiro de Hollywood" (Hollywood Sign em inglês) monumental na colina do bairro de Hollywood em Los Angeles.

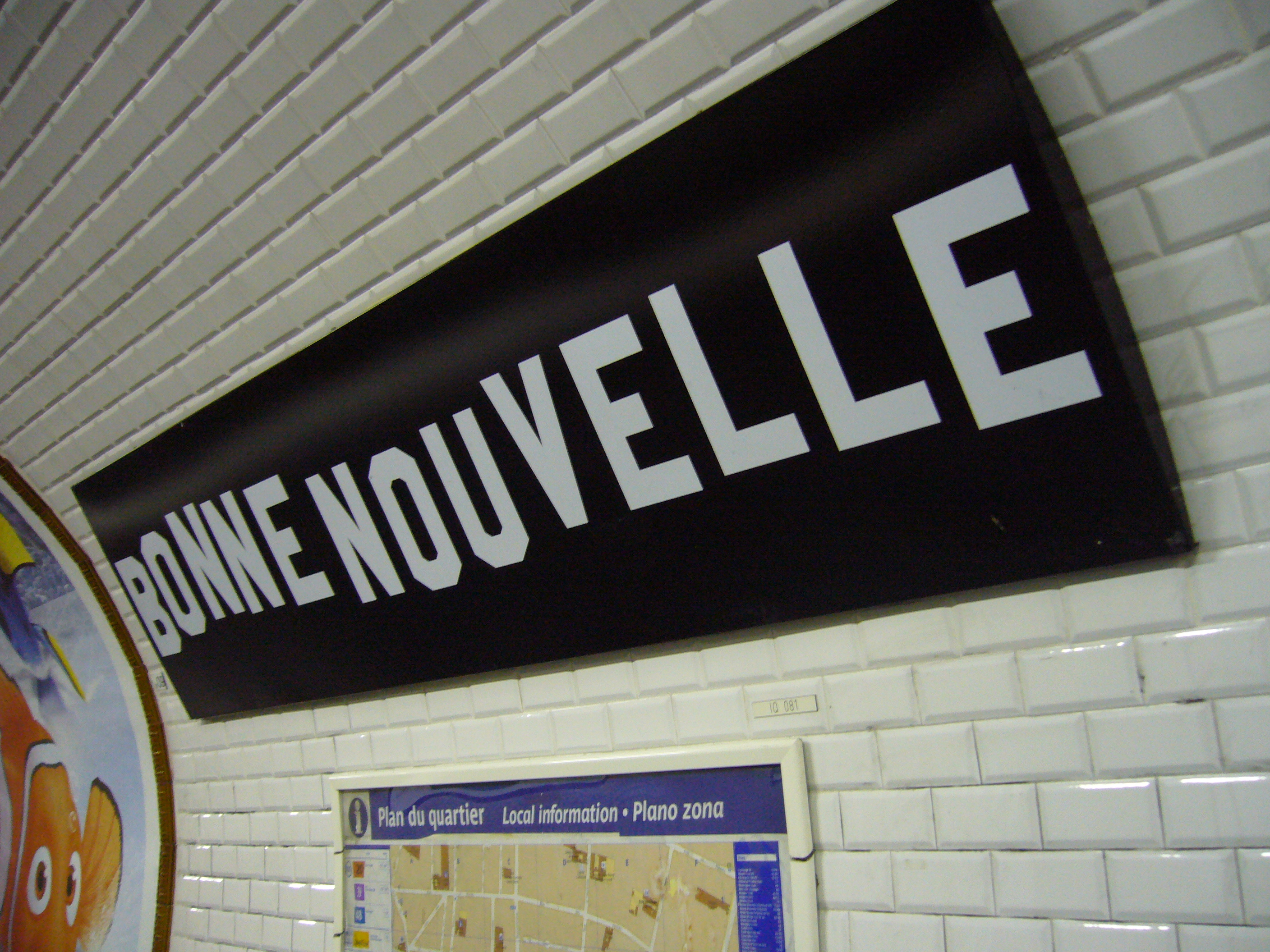
Placa do nome da estação

### Intermodalidade
A estação é servida pelas linhas 20, 39 e 48 da rede de ônibus RATP.

## Pontos turísticos
- Conservatório Nacional Superior de Arte Dramática
- Le Grand Rex
- Le Rex Club
- Théâtre du Gymnase Marie Bell

## Cultura
A estação é mostrada com painéis "Bonne-Nouvelle" no filme Les rois mages (2001), mas com duas plataformas de frente para a outra, disposição que não existe na verdadeira estação.